# M44 Tisza-híd
Az M44-es autóút Tisza-hídja közforgalmi híd Magyarországon Tiszaug és Lakitelek között, Bács-Kiskun és Jász-Nagykun-Szolnok vármegye határán. Építése 2018-ban kezdődött meg és a létesítmény 2021 végén került átadásra. Ez a harmadik, gyorsforgalmi úthálózathoz tartozó híd a Tiszán.
A híd az M44-es autóút épülő Lakitelek–Tiszakürt szakaszán valósult meg Tiszaugnál, és csatlakozik a Tiszakürt és Békéscsaba között korábban megépült autóútszakaszokhoz.

## Története
2015-ben az UVATERV-nek lehetősége volt különféle hídváltozatokat „megálmodni” az M44-es autóút Tisza fölötti átvezetéséhez. A fél ellipszis pilonú ferdekábeles híd ismét szerepelt a felvázolt megoldások között. Az új M44-es Tisza-híd engedélyezési tervei 2015-2017 között készültek el az eredeti ötlet alapján, majd 2018-2021 között zajlott a kivitelezése. 2020 novemberében összeért a hídszerkezet a folyó feletti szakaszon. 2021. szeptember 27-én lezajlott a műszakilag kész híd próbaterhelése. 2021. november 12-én került sor a hordó átgurítására, azaz a létesítmény felavatására.
- Építtető: Nemzeti Infrastruktúra Fejlesztő Zrt. (NIF Zrt.)
- Tervezők: Pannon 2010 Zrt., Utiber Közúti Beruházó Kft., Uvaterv Út-, Vasúttervező Zrt.
- Kivitelezők: Duna Aszfalt Zrt., A-Híd Zrt., Hódút Kft.

## Szerkezete
A híd a Tisza hullámterét és medrét 90˚-os szögben keresztezi a folyó Tiszaug és Tiszakürt közti szakaszán (a 268+559 folyamkilométernél). Teljes hossza 556 méter, ebből a mederhíd felszerkezetének hossza 307 méter.
Három szerkezeti részből áll: 
- a jobb- és balparti hullámtéri hidak előregyártott feszített vasbeton hídgerenda felszerkezettel készültek,
- a mederhíd öszvértartós ferdekábeles szerkezet.

Keresztmetszeti elrendezése 2×2 forgalmi sávval rendelkező kocsipálya, mindkét oldalon üzemi járdával. A felszerkezet teljes keresztmetszetének szélessége 23,53 méter.
Megfelelő állékonyságát furatmegtámasztásos technológiával készült cölöpalapozás biztosítja. A hídfők és a hullámtéri szerkezetek esetében 1,0 méter, míg a mederhíd esetében 1,30 méter átmérőjű vasbeton cölöpök biztosítják a szükséges teherbírású alapozást, összesen 5801 folyóméter hosszban. A hullámtéri alépítmények vasbeton pillérei kör keresztmetszetűek, a mederhíddal közös pillérek 10,30 méter magas felmenőfallal készülnek. A hullámtéri hídrészek felszerkezetét 127 darab, összesen 5122,6 folyóméter hosszú FI-150 típusú előregyártott feszített vasbeton hídgerenda alkotja, melyek együttdolgozását vasbeton pályalemez biztosítja. A műtárgyba beépítendő beton mennyisége közel 20 000 m³ volt. A mederhíd acélszerkezetének tömege 2573 tonna, melynek (a szereléséhez és mozgatásához szükséges kiegészítő segédszerkezettel együtt számított) összsúlya meghaladja a 3650 tonnát. A mederhíd háromnyílású, 152 méter támaszközű ferdekábeles híd. A felszerkezet a merevítő öszvértartóból, a vasbeton pilonokból és a felfüggesztő kábelekből áll. A párhuzamos övű vasbeton pályalemezzel ellátott, két különálló zárt acélszekrénnyel rendelkező öszvér merevítőtartó a külső oldalán tartókábelekkel van felfüggesztve az íves kialakítású vasbeton pilonokra. A merevítőtartó szekrényei egycellásak, ferde gerincűek és a helyszínen épült monolit vasbeton pályalemezzel együttdolgozó öszvérszerkezetként működnek. A felszerkezet a két oldalán „kissé módosított hárfa elrendezésű” kábelekkel van az íves pilonokra függesztve, a felfüggesztési pontok 8 méterenként helyezkednek el. A fél ellipszis alakú vasbeton pilon négyszög keresztmetszetű, a legfelső pontja 37,64 méterre van a pályaszinttől, illetve 41,63 méterre a pillérfal tetejétől. A ferdekábelekbe 37, illetve 48 darab 7 eres, 15,7 milliméter átmérőjű pászma került beépítésre, 95 300 méter összhosszban és hozzávetőlegesen 140 tonna össztömeggel.
A kereszttartók nyitott „I” keresztmetszetűek, a kábel-felfüggesztéseknél az acél főtartóhoz simuló 2,60-2,74 méteres elem magasságokkal, míg más pontokon csökkentett 0,96-1,10 méteres mérettel. A szekrénytartók belsejében a felfüggesztéseknél és a támaszoknál a kereszttartók teljes diafragmákban folytatódnak, amik átbúvó nyílással vannak ellátva. A mederhíd kereszttartókkal összekötött acélszerkezetét a Tisza jobb- és balparti hullámterében, a híd nyomvonalában kialakított acél szerelőjármokon, szakaszosan előretolva a híd középpontja felé készítették el. Az így elkészült acélszerkezet beszabályozását követően feszítették meg a kábeleket és készítették el a helyszíni monolit vasbeton pályalemezt több ütemben.

## A mederhíd építése
Az acélszerkezet szerelése a kettő hídfél kétirányból történő betolásával és középen, a folyó feletti összeillesztésével a végleges szinten történt, melyhez alátámasztó állványokra (jármokra) volt szükség. A közúton helyszínre érkező hídelemeket 100 tonnás autódaru emelte fel az indítóállványokra. Az indítóállványok hossza egy elem hozzáépítését tette lehetővé a már korábban elkészített hídszakaszokhoz, a keresztmetszeti illesztések elkészítése után a kész szakaszt mindig tovább kellett tolni. A tolási egységek a kereszttartó osztásoknak megfelelően 4,0 és 8,0 méter hosszúságúak voltak. A jármokon hosszirányban minimum három feltámaszkodási pont van kialakítva. Minden szekrénytartó szakaszhoz 4 db kereszttartó tartozik. A feszítő kábelek szimmetrikus elrendezésűek, felül a pilon ellipszis alakú tengelyén mérve egyenletes távolságokra történt a kiosztásuk, alul a felszerkezet mentén 8,0 méterenként kerültek elhelyezésre. A nyergekben átvezetett kábelek állítására az alsó bekötéseknél volt lehetőség. A feszítő kábeleket alkotó galvanizált pászmákat polietilén csővel burkolták, amelyet korróziógátló anyaggal töltöttek ki. A kábelek egyenként cserélhetők.

## Érdekesség
2022-ben a híd építőipari nívódíjat kapott közlekedési létesítmény kategóriában a kaposvári intermodális közlekedési központtal együttesen. A díjat 1997 óta adják át minden évben, a Építőipari Mesterdíj Alapítvány Kuratóriuma javaslata alapján. A híd létesítése során az összetett erőtani hatások terhelésre kialakuló alakváltozások tervezése komoly kihívást jelentett a tervezőknek és kivitelezőknek egyaránt. A szokatlan és látványos esztétikai megjelenésen túl ilyen módon egy olyan tapasztalati adatokra épülő új statikai számítási technikára tettek szert a résztvevők.

## Külső hivatkozások
- Már a mederhíd pályalemezét építik az Európában egyedülálló Tisza-hídon – Magyar Építők, 2021. július 17.
- Duna-hídnak készült, Tisza-híd lett belőle – Telex.hu, 2021. október 19.
- Animációs videó a hídról - YouTube
- Kolinek Nóra: Európában egyedülálló szerkezetű híddal épült meg az M44 újabb szakasza. Magyarepitok.hu, 2021. december 15. (Hozzáférés: 2022. április 12.)
- M44 Tisza-híd. UVATERV, 2022. január 26. (Hozzáférés: 2022. április 12.)